# TK Sparta Praga Challenger 2021 - Doppio
Tomasz Bednarek e Nikola Mektić erano i detentori del titolo ma hanno deciso di non partecipare al torneo.
In finale Jonáš Forejtek e Michael Vrbenský hanno sconfitto Evgenij Karlovskij e Evgenii Tiurnev con il punteggio di 6–1, 6–4.

## Teste di serie
1. Sriram Balaji /  Arjun Kadhe (primo turno)
2. Goncalo Oliveira /  Nino Serdarusic (semifinale)

1. Carlos Gomez-Herrera /  Mark Vervoort (quarti di finale)
2. Facundo Mena /  Camilo Ugo Carabelli (quarti di finale)

## Wildcard
1. Andrew Paulson /  Robin Stanek (primo turno)
2. Martin Krumich /  Dalibor Svrcina (primo turno)

1. Victor Sklenka /  Krystof Zapsky (primo turno)

## Alternate
1. Yan Bondarevskiy /  Oleg Prihodko (quarti di finale)

## Tabellone

### Legenda
| - Q = Qualificato - WC = Wild card - LL = Lucky loser | - ALT = Alternate - SE = Special Exempt - PR = Protected Ranking | - w/o = Walkover - r = Ritirato - d = Squalificato |

|  | Primo turno | Primo turno                | Primo turno                | Primo turno | Primo turno |  |  | Quarti di finale | Quarti di finale           | Quarti di finale           | Quarti di finale        | Quarti di finale        |                        |     | Semifinali | Semifinali                         | Semifinali                         | Semifinali                      | Semifinali                      |   |   | Finale | Finale | Finale | Finale | Finale |  |
|  |             |                            |                            |             |             |  |  |                  |                            |                            |                         |                         |                        |     |            |                                    |                                    |                                 |                                 |   |   |        |        |        |        |        |  |
|  | 1           | S Balaji A Kadhe           | S Balaji A Kadhe           | 4           | 4           |  |  |                  |                            |                            |                         |                         |                        |     |            |                                    |                                    |                                 |                                 |   |   |        |        |        |        |        |  |
|  | Alt         | Y Bondarevskiy O Prihodko  | Y Bondarevskiy O Prihodko  | 6           | 6           |  |  | Alt              | Y Bondarevskiy O Prihodko  | 3                          | 6                       | [6]                     |                        |     |            |                                    |                                    |                                 |                                 |   |   |        |        |        |        |        |  |
|  | WC          | A Paulson R Staněk         | 3                          | 6           | [4]         |  |  |                  | F Baldi M Bortolotti       | 6                          | 3                       | [10]                    |                        |     |            |                                    |                                    |                                 |                                 |   |   |        |        |        |        |        |  |
|  |             | F Baldi M Bortolotti       | 6                          | 2           | [10]        |  |  |                  |                            |                            |                         |                         |                        |     |            | F Baldi M Bortolotti               | F Baldi M Bortolotti               | F Baldi M Bortolotti            |                                 |   |   |        |        |        |        |        |  |
|  | 4           | F Mena C Ugo Carabelli     | F Mena C Ugo Carabelli     | 6           | 7           |  |  |                  |                            |                            | E Karlovskij E Tiurnev  | E Karlovskij E Tiurnev  | E Karlovskij E Tiurnev | w/o |            |                                    |                                    |                                 |                                 |   |   |        |        |        |        |        |  |
|  | WC          | Martin Krumich D Svrčina   | Martin Krumich D Svrčina   | 3           | 5           |  |  | 4                | F Mena C Ugo Carabelli     | F Mena C Ugo Carabelli     | 4                       | 5                       |                        |     |            |                                    |                                    |                                 |                                 |   |   |        |        |        |        |        |  |
|  |             | E Karlovskij E Tiurnev     | E Karlovskij E Tiurnev     | 6           | 7           |  |  |                  | E Karlovskij E Tiurnev     | E Karlovskij E Tiurnev     | 6                       | 7                       |                        |     |            |                                    |                                    |                                 |                                 |   |   |        |        |        |        |        |  |
|  |             | I Sijsling G Smits         | I Sijsling G Smits         | 3           | 5           |  |  |                  |                            |                            |                         |                         |                        |     |            | Evgenij Karlovskij Evgenii Tiurnev | Evgenij Karlovskij Evgenii Tiurnev | 1                               | 4                               |   |   |        |        |        |        |        |  |
|  |             | J Forejtek M Vrbenský      | J Forejtek M Vrbenský      | 6           | 6           |  |  |                  |                            |                            |                         |                         |                        |     |            |                                    |                                    | Jonáš Forejtek Michael Vrbenský | Jonáš Forejtek Michael Vrbenský | 6 | 6 |        |        |        |        |        |  |
|  | WC          | V Sklenka K Zapský         | V Sklenka K Zapský         | 3           | 2           |  |  |                  | J Forejtek M Vrbenský      | J Forejtek M Vrbenský      | 6                       | 7                       |                        |     |            |                                    |                                    |                                 |                                 |   |   |        |        |        |        |        |  |
|  |             | R Bonadio E Furness        | R Bonadio E Furness        | 4           | 3           |  |  | 3                | C Gómez-Herrera M Vervoort | C Gómez-Herrera M Vervoort | 3                       | 5                       |                        |     |            |                                    |                                    |                                 |                                 |   |   |        |        |        |        |        |  |
|  | 3           | C Gómez-Herrera M Vervoort | C Gómez-Herrera M Vervoort | 6           | 6           |  |  |                  |                            |                            |                         |                         |                        |     |            | J Forejtek M Vrbenský              | J Forejtek M Vrbenský              | 6                               | 7                               |   |   |        |        |        |        |        |  |
|  |             | F Agamenone P Matuszewski  | F Agamenone P Matuszewski  | 4           | 6           |  |  |                  |                            | 2                          | G Oliveira N Serdarušić | G Oliveira N Serdarušić | 1                      | 64  |            |                                    |                                    |                                 |                                 |   |   |        |        |        |        |        |  |
|  |             | U Ihnacik FC Jianu         | U Ihnacik FC Jianu         | 6           | 78          |  |  |                  | U Ihnacik FC Jianu         | U Ihnacik FC Jianu         | 3                       | 4                       |                        |     |            |                                    |                                    |                                 |                                 |   |   |        |        |        |        |        |  |
|  |             | A Andreev M Gengel         | A Andreev M Gengel         | 65          | 64          |  |  | 2                | G Oliveira N Serdarušić    | G Oliveira N Serdarušić    | 6                       | 6                       |                        |     |            |                                    |                                    |                                 |                                 |   |   |        |        |        |        |        |  |
|  | 2           | G Oliveira N Serdarušić    | G Oliveira N Serdarušić    | 7           | 7           |  |  |                  |                            |                            |                         |                         |                        |     |            |                                    |                                    |                                 |                                 |   |   |        |        |        |        |        |  |